# Moschee Ibrahim Al-Ibrahim (Caracas)

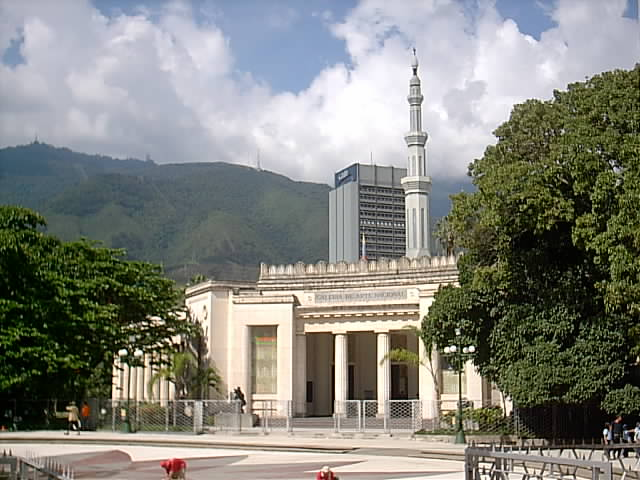
Fassade

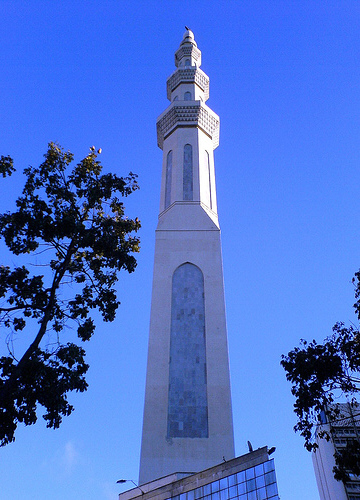
Minarett

Die Moschee Ibrahim Ibn Abdul Aziz Al-Ibrahim oder Caracas-Moschee ist eine Moschee im Stadtteil Parroquia El Recreo in Caracas. Sie ist die zweitgrößte Moschee in Lateinamerika, nur übertroffen durch das im Jahre 2000 erbaute Islamische Kulturzentrum König Fahd in Buenos Aires.
Der Bau der Moschee Ibrahim Ibn Abdul Aziz Al-Ibrahim wurde 1989 unter der Schirmherrschaft des Scheich Ibrahim Bin Abdulaziz begonnen, der Architekt war Zuheir Fayez. Das Bauwerk bedeckt eine Fläche von 5000 m², das Minarett hat eine Höhe von 113 Metern, die Kuppel hat eine Innenhöhe von 23 Meter. Die Moschee wurde 1993 für die Öffentlichkeit geöffnet und bietet Platz für 3500 Gläubige.
In Caracas gibt es schätzungsweise 50.000 Muslime, die in ihrer Mehrheit arabischen Ursprungs sind.